# Jan Toorop

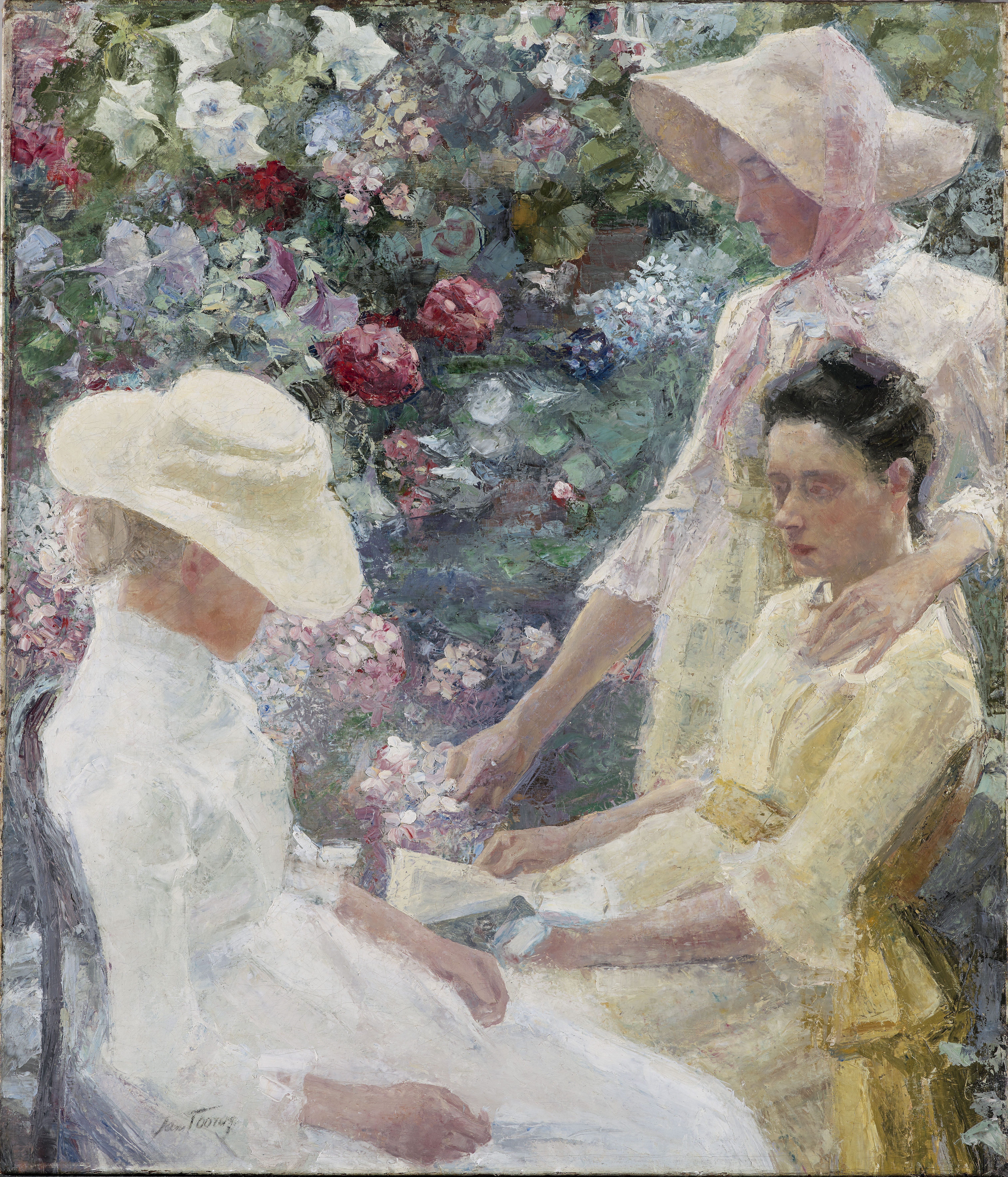
Trio fleuri, 1886

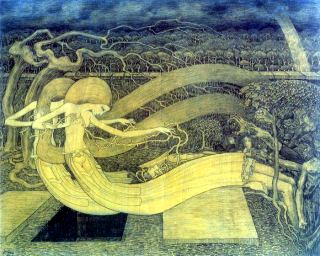
O grave, where is thy Victory, 1892

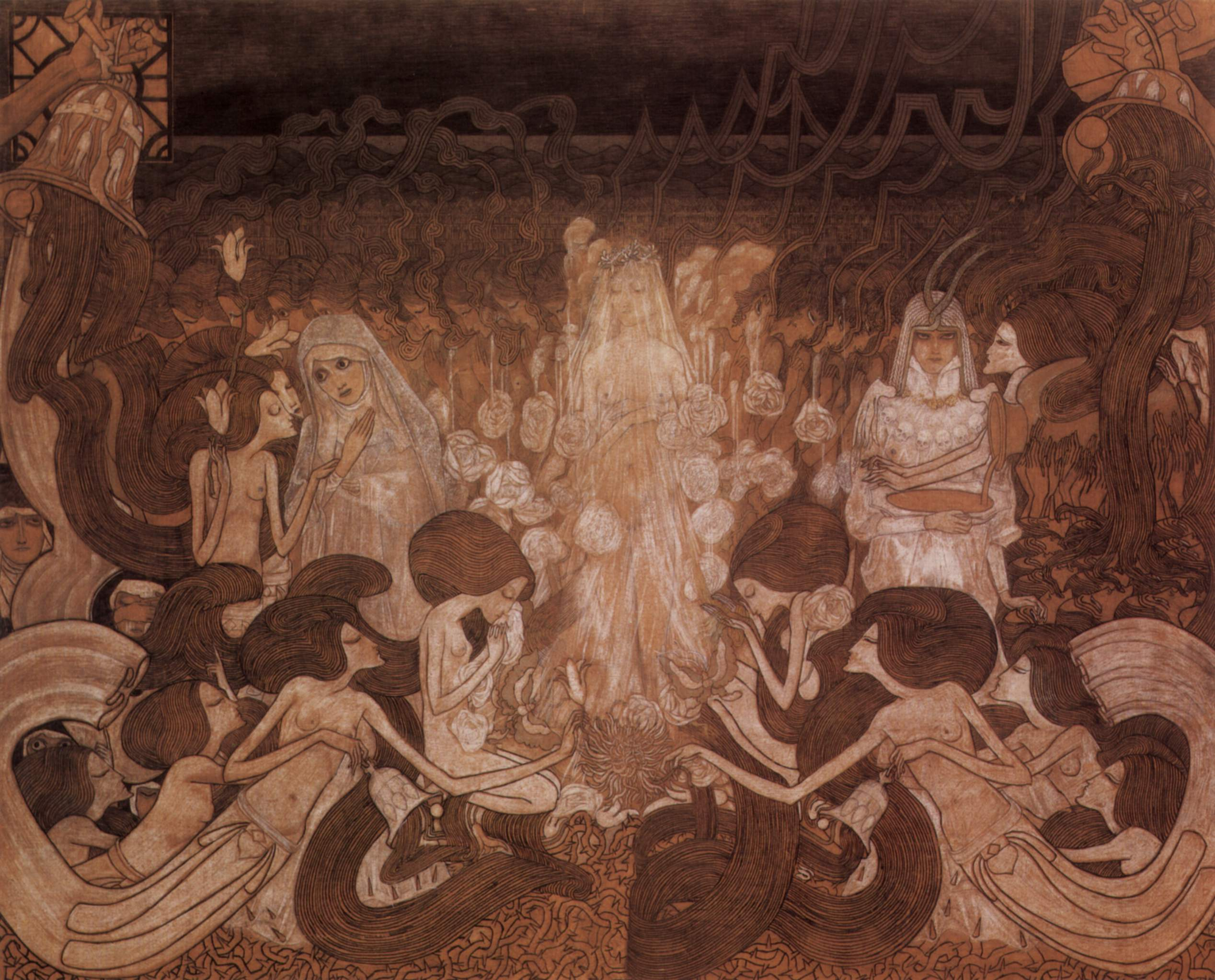
Trzy druhny, 1893

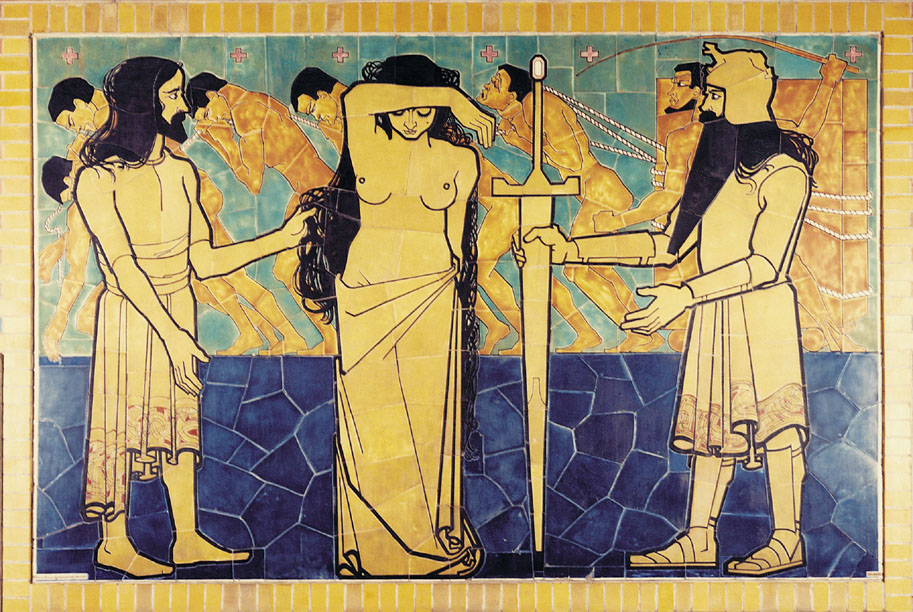
Ceramiczne „tableau” Tooropa w Berlage Café (1903)

Jan Theodoor Toorop, właśc. Jean Theodor Toorop (ur. 20 grudnia 1858 w Purworedjo na Jawie, zm. 3 marca 1928 w Hadze) – holenderski symbolista, impresjonista, artysta secesyjny, malarz, grafik i rysownik.

## Życiorys
Ojciec Tooropa pracował jako urzędnik w Indiach Holenderskich, matka pochodziła z Banki i była pół Chinką – pół Jawajką. W 1863 roku rodzina przeniosła się na wyspę Banka, gdzie ojciec Toorpa został administratorem z kopalni cyny. Jan przeniósł się do szkoły w Holandii, gdzie mieszkał u różnych krewnych, zmieniając często adresy. Początkowo kształcił się w szkołach handlowych, jednak jego zainteresowanie sztuką sprawiło, że w 1880 roku rozpoczął naukę w Akademii Sztuk Pięknych w Amsterdamie pod okiem Augusta Allebé. Tu zaprzyjaźnił się z Janem Vethem i Antoonem Derkinderenem i został członkiem stowarzyszenia artystów St. Lucas. W latach 1882–1886 Toorop mieszkał w Brukseli, gdzie kształcił się w Akademii Sztuki (do 1885 roku) i przyłączył się do grupy belgijskich artystów – „Les XX” gromadzących się wokół Jamesa Ensora. Toorop tworzył prace w różnych stylach, były to m.in. realizm, impresjonizm i postimpresjonizm.
W 1886 roku ożenił się w Lissadell z Angielką – Annie Hall. W 1887 roku Toorop zachorował – w wyniku choroby wenerycznej cierpiał na wiele dolegliwości, m.in. niemal całkowitą utratę wzroku, leczył się w szpitalu w Brukseli i udało mu się wrócić do zdrowia, choć niezupełnie – lewa noga doskwierała mu do końca życia – w końcu musiał poruszać się na wózku. W listopadzie tego samego roku zmarła tuż po narodzinach pierwsza córka Tooropów – Mary-Ann. Tooropowie często zmieniali miejsce zamieszkania, przebywali w Hadze, Anglii, Brukseli, a od 1890 do 1892 roku mieszkał Toorop w Katwijk aan Zee, gdzie spotykał się m.in. z Albertem Verwey. W tym czasie Toorop stworzył swój własny styl – symbolizm z nieregularnymi i „ruchomymi” liniami. W 1891 roku urodziła się kolejna córka – Charley, która miała zostać znaną malarką. W tym samym roku Toorop wystawił swoje pierwsze prace symboliczne w Utrechcie i Rotterdamie.
Od 1897 roku lata spędzał Toorop w Domburgu. W 1898 roku odbyły się ważne wystawy Tooropa zagranicą, m.in. w Monachium, Dreźnie, Kopenhadze. W 1902 jego wystawa w ramach Wiener Secession odniosła ogromny sukces. W tym samym roku poprosił swoją żonę o rozwód. Anie odmówiła.
W 1902–1903 Toorop tworzył dzieła dla Koopmansbeurs w Amsterdamie (obecnie „Beurs van Berlage”). M.in. w hallu głównym zawisły trzy ogromne prace w ceramice: „Verleden, Heden en Toekomst” – „Przeszłość, Teraźniejszość i Przyszłość”. Wszystkie prace dla Koopmansbeurs mają bardzo idealistyczne tematy, np. emancypacja kobiet, wyzwolenie robotników.
Na początku XX wieku, po długich przygotowaniach Toorop przeszedł na katolicyzm. 20 kwietnia 1905 roku przyjął pierwszą komunię, tematy religijne zaczęły coraz częściej pojawiać się w jego dziełach.
W 1908 roku przeprowadził się Toorop ponownie, tym razem do Nijmegen. W tym czasie tworzył głównie rysunki. W 1912 roku poznał Miek Janssen, z którą pozostał w bliskiej przyjaźni do końca życia. W 1916 roku przeprowadził się do Hagi i rozpoczął pracę nad stacjami drogi krzyżowej dla kościoła St. Bernulphus w Oosterbeek, które ukończył w 1919 roku. W tym samym roku odbył podróż do Lourdes. W ostatnich latach Toorop dużo pracował – tworzył głównie rysunki i grafiki o tematyce katolickiej.

## Chronologia
- 1858 – Przychodzi na świat 20 grudnia w Indonezji.
- 1863 – Rodzina Tooropów przeprowadza się na małą wysepkę Banka, w Indonezji.
- 1868 – Chrzest Tooropa w kościele protestanckim.
- 1869 – Opuszcza Indonezję i udaje się do Holandii, gdzie zostaje uczniem szkoły w Leiden.
- 1874 – Rozpoczyna naukę w Winterswijk (wschodnia Holandia).
- 1875 – Artysta wyrusza do Hagi, gdzie pobiera lekcje u H.J. van der Weele’a.
- 1876 – W Hadze ma miejsce wystawa „Hollandse Teekenmaatschappij” – holenderskiego stowarzyszenia malarzy. Toorop poznaje malarzy z „Haagse School”, pracuje na Uniwersytecie Technicznym w Delfcie, gdzie pozostanie na dwa lata, pobierając lekcje u P. Tétara van Elven.
- 1880 – Odwiedza „Rijksacademie voor beeldende kunsten” (Narodowa Akademia Sztuk Pięknych) w Amsterdamie, gdzie uczy się u Augusta Allebé,zaprzyjaźnia się z Janem Vethem i Antoonem Derkinderenem. Zostaje członkiem Stowarzyszenia Św. Łukasza, rzeźbi i zajmuje się rzemiosłem, w tym okresie inspirował się twórczością Jules’a Bastien-Lepage’a, Édouarda Maneta oraz Jamesa Ensora.
- 1882 – Opuszcza stolicę wraz z Derkinderenem aby zamieszkać w Brukseli, gdzie pozostanie do 1886, pobierając lekcje na Akademii Sztuk Pięknych (École des Arts Décoratifs)
- 1883 – Zostaje członkiem „L’Essor”, gdzie wystawia swe prace. Odbywa podróż do Anglii, później zamieszka w Mechelen (Belgia) z kilkoma innymi artystami.
- 1884 – Wystawa prac artysty w „Groupe des Artistes Indépendants” w Paryżu, dołącza do grupy ‘Les XX’ w Brukseli. Podróżuje również po Anglii oraz odwiedza po raz pierwszy Paryż.
- 1885 – Pierwsza poważna wystawa. Wyjeżdża ponownie do Anglii, poznaje Whistlera, odkrywa Prerafaelitów, nawiązuje znajomość z Annie Hall.
- 1886 – Żeni się z Annie Hall (Brytyjką) w Knely 12 maja. W Brukseli nawiązuje kontakt z Octavem Mausem i Edmondem Picardem. Jako pierwszy malarz w Holandii używa techniki pointylistycznej.
- 1887 – Przechodzi ciężką chorobę, oślepiającą go na pewien czas. Mieszka chwilowo w Amerongen.
- 1888 – Podziwia Toulouse-Lautreca i pracuje w Elsene (Ixelles).
- 1889 – Annie i Jan Toorop mieszkają w Anglii, gdzie Jan

poznaje Williama Morrisa. Toorop przygotowuje wystawę ‘Les XX’ w Amsterdamie, razem z Guillaume Vogels.
- 1890 – Mieszka w Katwijk przez dwa lata. Kontaktuje się z Albertem Verweyem i innymi członkami holenderskiej grupy „Tachtigers” działającej w Noordwijk. W tym okresie Toorop tworzy swoją „wersję” symbolizmu wplatając elementy sztuki jawajskiej.
- 1891 – Narodziny córki, Charley Toorop (w Katwijk), która zostanie bardzo utalentowaną malarką. Pierwsze prace symbolistyczne Tooropa są wystawiane w Utrechcie.
- 1892 – Wystawia prace symbolistyczne również u „Les XX”. „De jonge generatie”

(„Nowe pokolenie”) jest wystawiane podczas otwarcia „Salon de la Rose et Croix” w Paryżu.
Zostaje różokrzyżowcem na rok. Pierwsza wystawa poświęcona wyłącznie Tooropowi w „Haagse Kunstkring”, którego jest założycielem.
- 1893 – Obraz „De drie bruiden” („Trzy panny”), jest wystawiany w „Etsclub” w Amsterdamie, gdzie zostaje zakupiony przez handlarza dziełami sztuki, Van Wisselingha. Rysunki z tego okresu są wykonane w stylu secesyjnym.
- 1894 – „Les XX” zmienia nazwę na „La Libre Esthétique”, i wystawia

‘Verlangen en Bevrediging’ (Pożądanie i Satysfakcja; Luwr, Paryż). Toorop ma swoją wystawę również w „De Lakenhal” w Leiden. Angielski periodyk „The Studio” drukuje jego prace.
- 1895–1897 – Tworzy wiele plakatów, grafik i projektów okładek. Zatrzymuje się na lato w Domburgu Zelandia.
- 1898 – Wystawy prac poza Holandią, w Monachium, Dreźnie i Kopenhadze oraz innych miastach.
- 1899 – Powraca do Katwijk, gdzie mieszka aż do 1904, w domu projektu znanego architekta, Berlage’a. Regularnie pracuje w Domburgu, ale również mieszka pod kilkoma adresami w Hadze.
- 1900 – Odbywa się wystawa jego praca w „Secesji” w Wiedniu.
- 1903 – Kończy słynne ceramiczne ‘Tableaux’ do budynku handlowego w Beurs w Amsterdamie.
- 1904 – Mieszka w domu „Vossiusstraat” w Amsterdamie, gdzie bawi wielu gości

np. Pablo Casals czy Eugéne Isaye.
- 1905 – Po długich przygotowaniach, artysta przechodzi na katolicyzm i zmienia pierwsze imię na Johannes. Zostaje przez większość czasu w Domburgu. Tematy jego prac stają się bardziej związane z mistycyzmem i religią.
- 1906–1907 – Tworzy wiele obrazów, głównie portretów, posługując się technikami dywizjonizmu i pointylizmu.
- 1908 – Przeprowadza się do Nijmegen, na Barbarossastraat 131.
- 1910 – Podróżuje do Irlandii, kończy wiele obrazów i kilka rysunków.
- 1913 – Artysta poznaje Miek Janssen, z którą pozostaną przyjaciółmi do końca życia.
- 1914 – Jest bardzo przejęty losem uchodźców z Belgii podczas I wojny światowej, daje temu wyraz w wielu rysunkach z tego okresu.
- 1916 – Przeprowadza się z Nijmegen do Hagi, na Van Merlestraat 124. Rozpoczyna pracę nad 14 stacjami drogi krzyżowej do kościoła w Oosterbeek. Pisuje wiele listów do przyjaciela, Anthony’ego Noleta.
- 1917 – Pracuje nad stacjami drogi krzyżowej, ostatnie stacje trudno mu było ukończyć z powodu choroby i częściowego paraliżu.
- 1918 – Świętuje swe sześćdziesiąte urodziny, ma miejsce wystawa w „Kleykamp”, w Hadze.
- 1919 – Stacje drogi krzyżowej jego autorstwa zostają poświęcone. Artysta odbywa pielgrzymkę z Arthurem van Schendel i Miek Janssen do Lourdes.
- 1920 – W wyniku paraliżu lewej nogi zaczyna korzystać z wózka inwalidzkiego. Ciężko pracuje, tworząc głównie rysunki i grafikę promującą katolicyzm.
- 1921 – Maluje wiele portretów.
- 1923 – Projektuje dwucentowy znaczek pocztowy.
- 1926 – Kończy pracę „De Pelgrim” („Pielgrzym”), jedną z ważniejszych w jego dorobku.
- 1927 – Ostatni autoportret artysty.
- 1928 – Umiera 3 marca w Hadze.